# Цибулевий шлях
Цибулевий шлях (ест. Sibulatee; рос. Луковый путь) — історичний регіон і сучасний туристичний маршрут в Естонії. Цибулевий шлях пролягає уздовж берега Чудського озера, в цьому регіоні, населеному естонцями і росіянами, традиційно вирощують місцеву чудську цибулю.
У 2019 вперше проводився конкурс на кращого пиріжника по пиріжкам з цибулею. Туристам рекомендують ознайомитись з трьома культурами:
- Культура російських старообрядців
- Культура прибалтійських німців
- Естонська селянська культура[4].

## Фотографії «Цибулевого шляху»

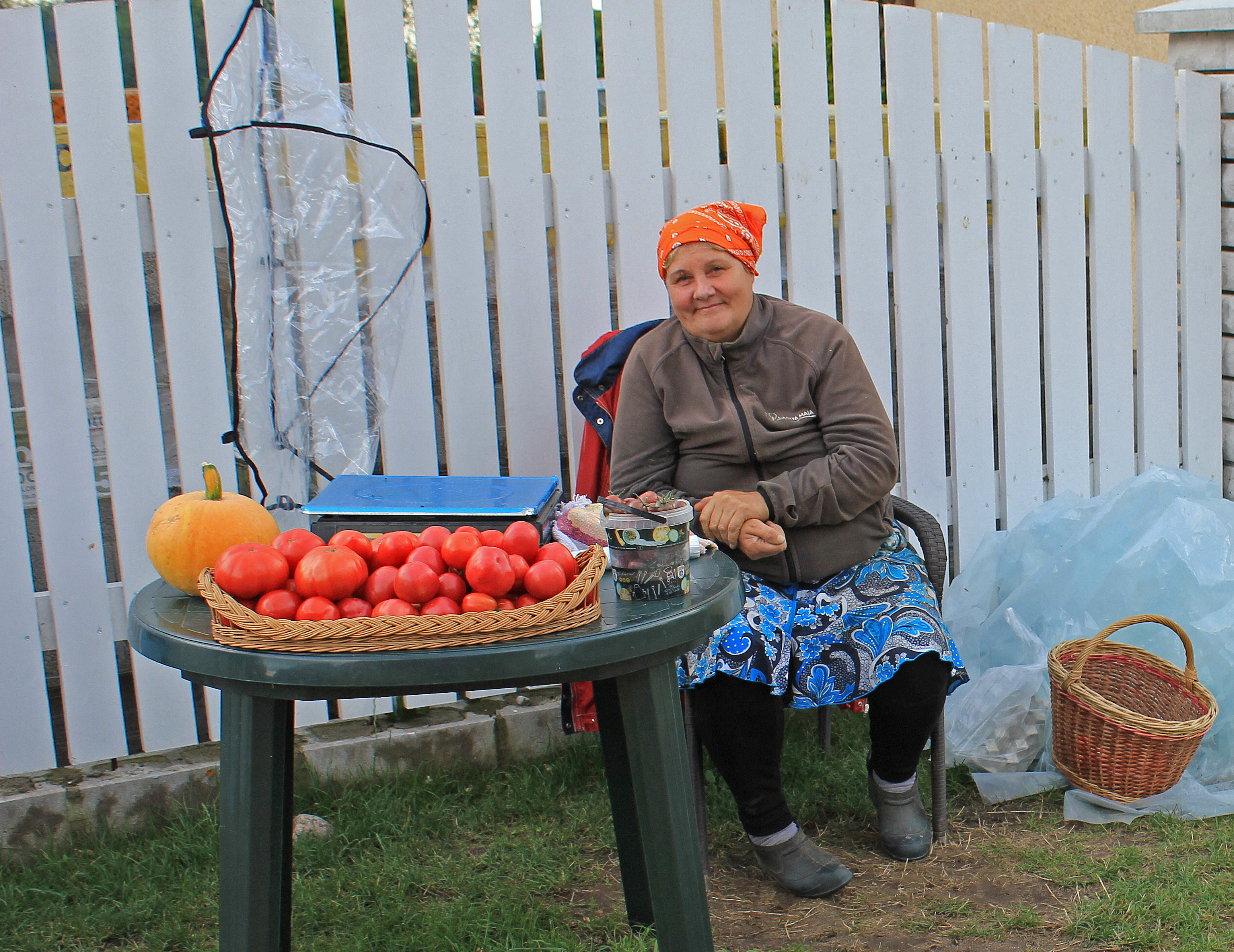
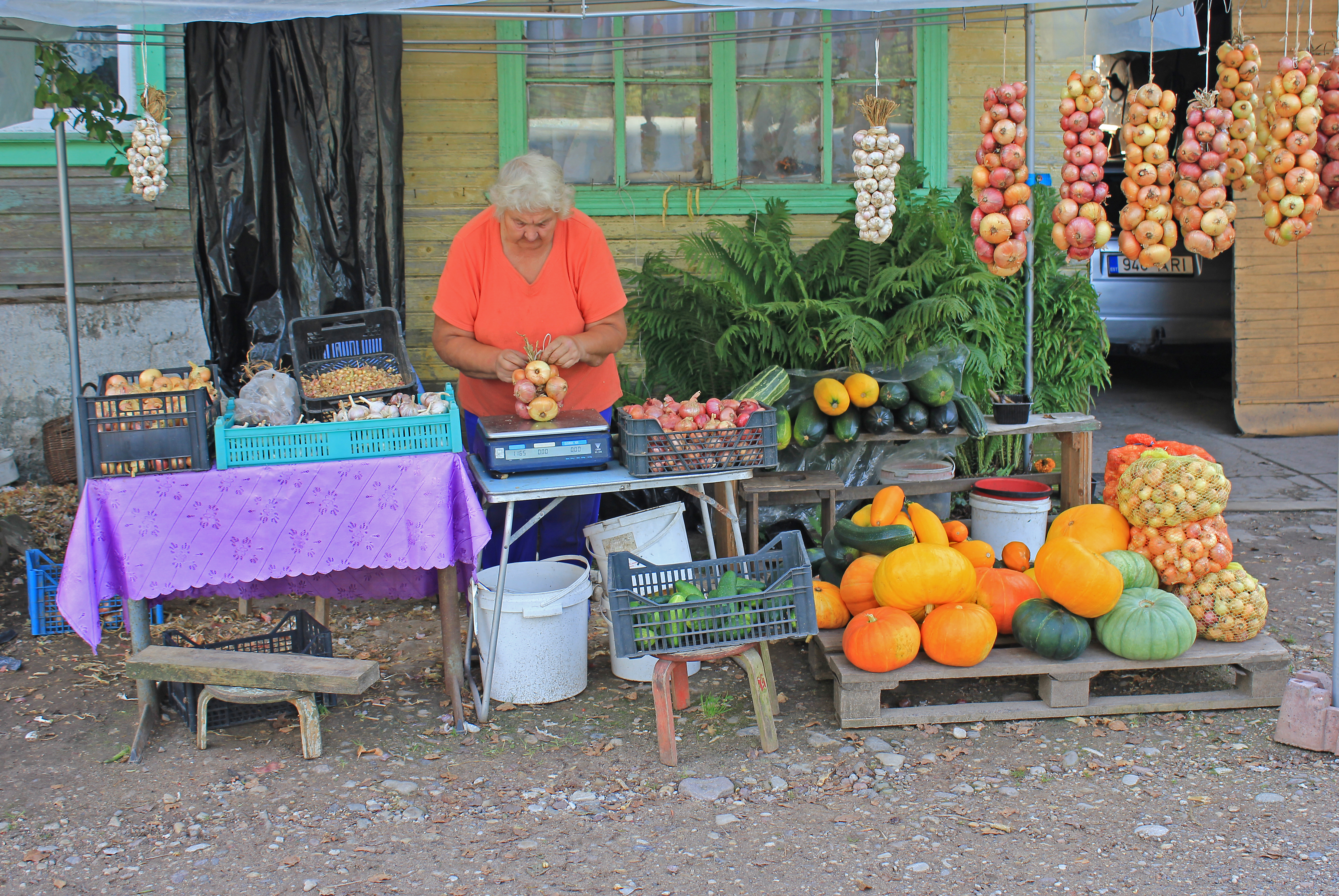
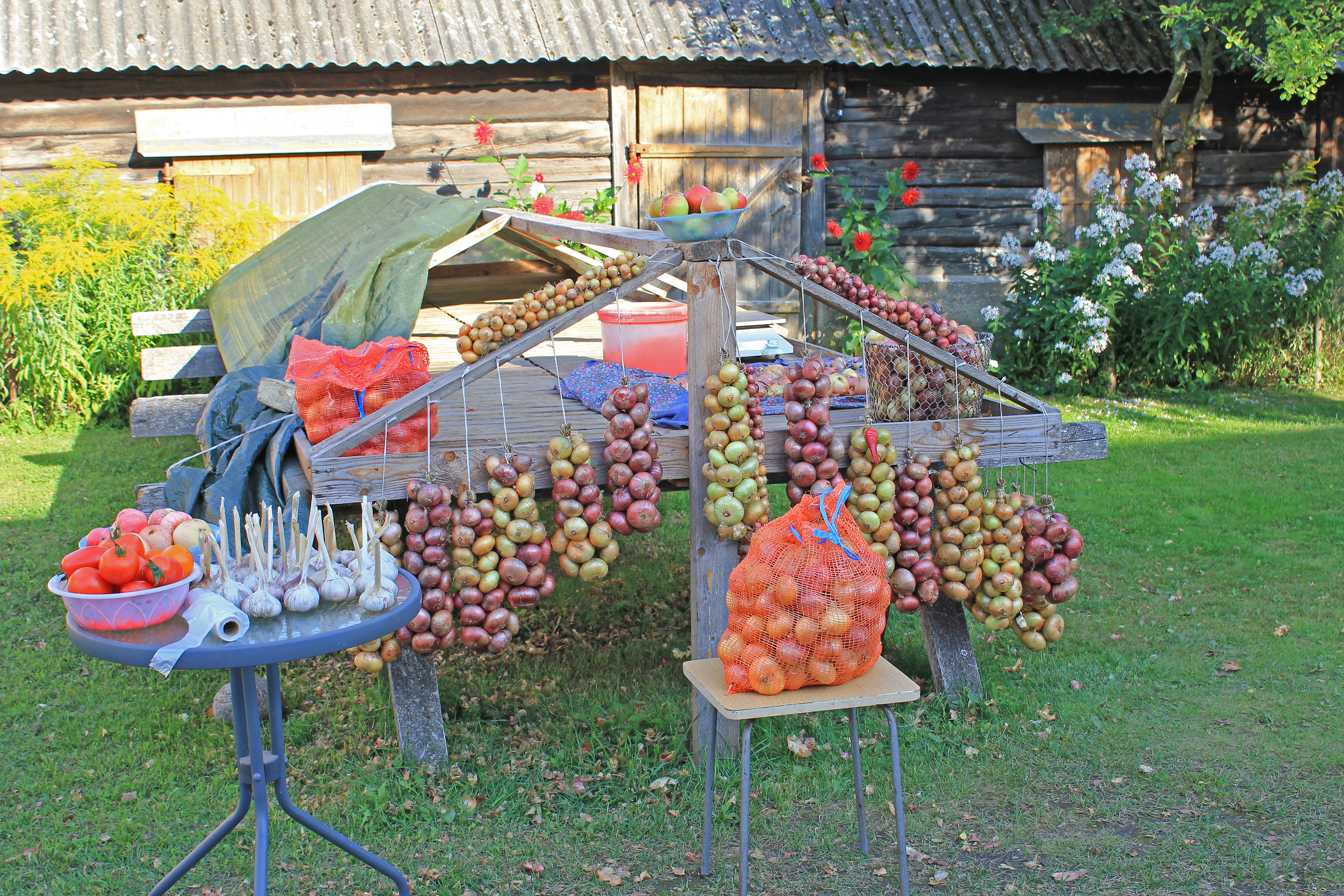
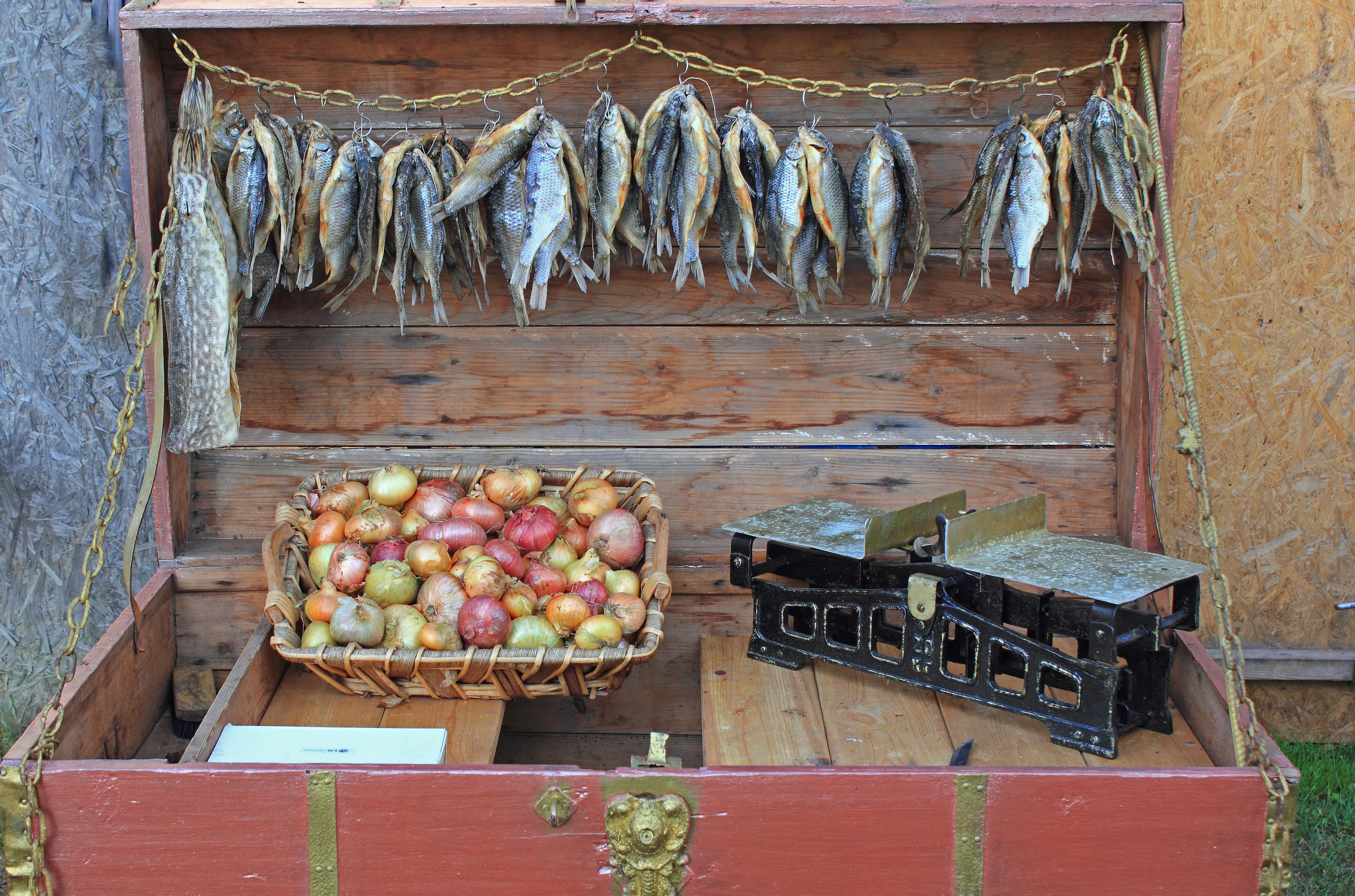